# 沙冲村
沙冲村，是中华人民共和国广西壮族自治区贵港市平南县大洲镇下辖的一个行政村。沙冲村位於平南縣東南部丘陵地，地處大洲鎮中心北方，地勢東高西低，境內有上寺河支流由東北向西南流過。蒼碩高速公路平南段橫貫沙冲村。
沙冲村境內有平塘屯、廖垌屯、坡头屯、丹竹屯等。村中心設有沙冲小學，平塘屯有民辦的晨曦学校。